# Мейн Тауншип (округ Колумбія, Пенсільванія)
Мейн Тауншип (англ. Main Township) — селище (англ. township) в США, в окрузі Колумбія штату Пенсільванія. Населення — 1271 особа (2020).

## Демографія
Згідно з переписом 2010 року, у селищі мешкало 1236 осіб у 479 домогосподарствах у складі 369 родин. Було 513 помешкання
Расовий склад населення:
| - 98,5 % — білих - 0,4 % — азіатів - 0,3 % — чорних або афроамериканців - 0,1 % — корінних американців |

До двох чи більше рас належало 0,4 %. Частка іспаномовних становила 1,3 % від усіх жителів.
За віковим діапазоном населення розподілялося таким чином: 21,8 % — особи молодші 18 років, 64,4 % — особи у віці 18—64 років, 13,8 % — особи у віці 65 років та старші. Медіана віку мешканця становила 43,0 року. На 100 осіб жіночої статі у селищі припадало 100,0 чоловіків;  на 100 жінок у віці від 18 років та старших — 93,4 чоловіків також старших 18 років.
Середній дохід на одне домашнє господарство  становив 77 519 доларів США (медіана — 70 750), а середній дохід на одну сім'ю — 91 128 доларів (медіана — 82 083). Медіана доходів становила 52 917 доларів для чоловіків та 40 345 доларів для жінок. За межею бідності перебувало 9,1 % осіб, у тому числі 7,6 % дітей у віці до 18 років та 4,8 % осіб у віці 65 років та старших.
Цивільне працевлаштоване населення становило 658 осіб. Основні галузі зайнятості: освіта, охорона здоров'я та соціальна допомога — 39,7 %, роздрібна торгівля — 13,2 %, виробництво — 8,8 %, мистецтво, розваги та відпочинок — 6,2 %.